# Marino Alonso
Pour les articles homonymes, voir Alonso.
Alonso  Monje est un nom espagnol. Le premier nom de famille, en général paternel, est Alonso ; le second, en général maternel, souvent omis, est Monje.
Marino Alonso Monje (né le 16 novembre 1965 à Zamora, capitale de la province du même nom, en Castille-et-León) est un coureur cycliste espagnol, professionnel entre 1986 et 1998.

## Biographie
Marino Alonso est devenu professionnel en 1986 et le restera jusqu'en 1998. Il a remporté 16 victoires au cours de sa carrière. 

## Palmarès

### Palmarès amateur
- 1985
  - Prueba Loinaz
  - 2e du Tour de Castellón

### Palmarès professionnel
| - 1987 - 2e étape de la Bicyclette basque - 7e étape du Tour de Catalogne - 2e étape de la Vuelta a los Tres Cantos - 1988 - 4e étape du Tour de La Rioja - Subida al Naranco - 2e du Tour de La Rioja - 1989 - Classement général du Tour de Murcie - 4e étape du Tour de Catalogne - 2e du Trofeo Masferrer - 1990 - 4eb étape du Tour de Cantabrie - 2e étape de la Bicyclette basque - 1992 - 3e étape du Tour des Asturies | - 1993 - 5e étape du Tour d'Espagne - 1994 - Trofeo Comunidad Foral de Navarra - Classement général du Tour d'Aragon - 19e étape du Tour d'Espagne - 2e du championnat d'Espagne du contre-la-montre - 1995 - GP Llodio - Trophée Luis Ocaña (es) - 1997 - 2e étape du Tour des vallées minières - Trophée Luis Ocaña (es) - 3e du Tour des vallées minières |  |

## Résultats sur les grands tours

### Tour de France
9 participations
- 1990 : 96e
- 1991 : 123e
- 1992 : 98e
- 1993 : 72e
- 1994 : abandon (17e étape)
- 1995 : 78e
- 1996 : 66e
- 1997 : 61e
- 1998 : abandon (17e étape)

### Tour d'Espagne
10 participations
- 1988 : abandon (15e étape)
- 1989 : 28e
- 1990 : 75e
- 1991 : 56e
- 1992 : 94e
- 1993 : 21e, vainqueur de la 5e étape
- 1994 : 33e, vainqueur de la 19e étape
- 1995 : 46e
- 1996 : 57e
- 1997 : 35e